# Matheson Automobile Company
Matheson Automobile Company, vorher Matheson Motor Car Company, war ein US-amerikanischer Hersteller von Automobilen.

## Unternehmensgeschichte

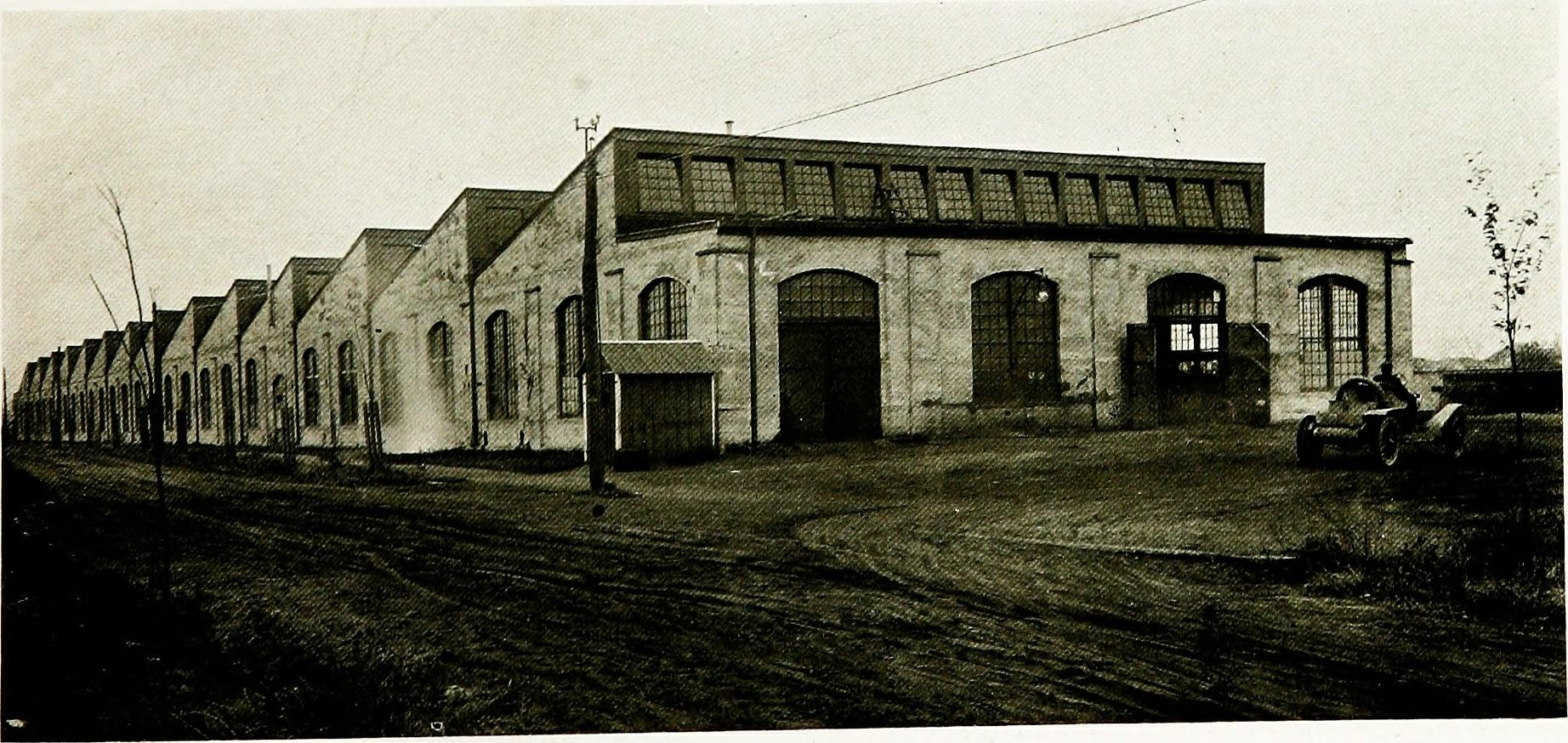
Die Matheson-Fabrik in Forty Fort, 1911

Die Brüder Charles Walter und Frank F. Matheson gründeten 1903 die Matheson Motor Car Company. Der Sitz war zunächst in Grand Rapids in Michigan. Sie kauften die Holyoke Automobile Company auf und übernahmen auch deren Konstrukteur Charles G. Greuter. Sie begannen im gleichen Jahr mit der Produktion von Automobilen. Der Markenname lautete Matheson. Bereits in den ersten zwölf Monaten entstanden 60 Fahrzeuge.
1904 zogen sie nach Holyoke in Massachusetts und im März 1906 in das Wyoming Valley in Pennsylvania: In Forty Fort wurde eine Fabrik errichtet, während die Büros im neuen Gebäude der Second National Bank in der Innenstadt von Wilkes-Barre eingerichtet wurden. 1907 entstanden rund 300 Fahrzeuge. Nach dem Weggang von Greuter im Jahre 1908 war zunächst L. D. Kenan und danach A. M. Dean der Konstrukteur. 1909 waren etwa 400 Personen beschäftigt. Finanzielle Probleme führten im Juli 1910 zur ersten Insolvenz, im November 1910 zur Umfirmierung in Matheson Automobile Company und im Dezember 1912 zur zweiten Insolvenz.
1912 endete die Produktion. Insgesamt entstanden etwa 900 Fahrzeuge. 1913 wurde das Unternehmen aufgelöst.

## Fahrzeuge
Alle Fahrzeuge bis 1908 hatten einen Vierzylindermotor. Dann kamen Sechszylindermotoren dazu. Im letzten Jahr entfielen die Vierzylindermodelle. Anfangs wurde auf Kettenantrieb gesetzt. Die Sechszylindermodell hatten Kardanantrieb und die letzten Vierzylindermodelle ab 1910 auch.
Von 1903 bis 1904 gab es den 24 HP. Der Motor leistete 24 PS. Das Fahrgestell hatte 244 cm Radstand. Der Aufbau war ein offener Tourenwagen mit sieben Sitzen.
1905 wurde bei diesem Modell der Radstand auf 269 cm verlängert. Außerdem erschien mit dem gleichen Radstand als siebensitzige Limousine der 40 HP mit einem 40-PS-Motor.
1906 gab es den 40/45 HP mit 284 cm Radstand und den 60/65 HP mit 300 cm Radstand. Sie waren als siebensitzige Tourenwagen karosseriert.
1907 bestand das Sortiment aus dem 35 HP mit 312 cm Radstand und dem 50 HP mit 328 cm Radstand. Runabout mit zwei Sitzen sowie Tourenwagen, Limousine und Landaulet mit jeweils sieben Sitzen standen zur Wahl. Außerdem wird ein 60 HP als Tourenwagen genannt.
1908 wurde das Angebot auf das mittlere Modell beschränkt. Der Radstand wurde auf 325 cm gekürzt. Das Karosserieangebot blieb unverändert.
1909 wurde daraus der Four. Das Landaulet entfiel. Neu war der Six mit einem Sechszylindermotor, der ebenfalls 50 PS leistete. Der Radstand war mit 319 cm etwas kürzer. Überliefert sind nur Tourenwagen mit fünf und mit sieben Sitzen.
1910 gab es das Vierzylindermodell Model E. Der Roadster fiel weg. Das Sechszylindermodell wurde Model M genannt. Zur Wahl standen Toy Tonneau mit vier und mit fünf Sitzen, Tourenwagen mit fünf Sitzen und Limousine mit sieben Sitzen.
1911 wurde das Vierzylindermodell Big Four genannt. Die Karosserien als Tourenwagen, Toy Tonneau, Limousine und Landaulet boten jeweils Platz für sieben Personen. Das Sechszylindermodell wurde zum Silent Six. Genannt sind Model 18 als fünfsitziger Tourenwagen und als viersitziger Toy Tonneau und Model 23 als sechssitzige Limousine. Außerdem gab es das Model 18 mit 343 cm Radstand als Tourenwagen.
1912 sind für den Silent Six beide Radstände bekannt. Im Angebot standen ein Open Touring, fünf- und siebensitzige Tourenwagen mit vorderen Türen, viersitziger Toy Tonneau, zweisitziger Speedster, sechssitzige Limousine, sechssitziges Landaulet, siebensitzige Demi-Limousine mit vorderen Türen, siebensitzige Limousine mit vorderen Türen, zweisitziger Roadster, viersitziger Cruiser und eine weitere siebensitzige Limousine.

## Modellübersicht
| Jahr      | Modell     | Ausführung | Zylinder | Leistung (PS) | Radstand (cm) | Aufbau |
| --------- | ---------- | ---------- | -------- | ------------- | ------------- | --- |
| 1903–1904 | 24 HP      |            | 4        | 24            | 244           | Tourenwagen 7-sitzig |
| 1905      | 24HP       |            | 4        | 24            | 269           | Tourenwagen 7-sitzig |
| 1905      | 40 HP      |            | 4        | 40            | 269           | Limousine 7-sitzig |
| 1906      | 40/45 HP   |            | 4        | 40/45         | 284           | Tourenwagen 7-sitzig |
| 1906      | 60/65 HP   |            | 4        | 60/65         | 300           | Tourenwagen 7-sitzig |
| 1907      | 35 HP      |            | 4        | 35            | 312           | Runabout 2-sitzig, Tourenwagen 7-sitzig, Limousine 7-sitzig, Landaulet 7-sitzig |
| 1907      | 50 HP      |            | 4        | 50            | 328           | Runabout 2-sitzig, Tourenwagen 7-sitzig, Limousine 7-sitzig, Landaulet 7-sitzig |
| 1907      | 60 HP      |            |          | 60            |               | Tourenwagen |
| 1908      | 50 HP      |            | 4        | 50            | 325           | Tourenwagen 7-sitzig, Runabout 2-sitzig, Limousine 7-sitzig, Landaulet 7-sitzig |
| 1909      | Four       |            | 4        | 50            | 325           | Tourenwagen 7-sitzig, Roadster 2-sitzig, Limousine 7-sitzig |
| 1909      | Six        |            | 6        | 50            | 319           | Tourenwagen 5-sitzig und 7-sitzig |
| 1910      | Model E    |            | 4        | 50            | 325           | Tourenwagen 7-sitzig, Limousine 7-sitzig |
| 1910      | Model M    |            | 6        | 50            | 319           | Toy Tonneau 4-sitzig und 5-sitzig, Tourenwagen 5-sitzig, Limousine 7-sitzig |
| 1911      | Big Four   |            | 4        | 50            | 325           | Tourenwagen 7-sitzig, Toy Tonneau 7-sitzig, Limousine 7-sitzig, Landaulet 7-sitzig |
| 1911      | Silent Six | Model 18   | 6        | 50            | 319           | Tourenwagen 5-sitzig, Toy Tonneau 4-sitzig |
| 1911      | Silent Six | Model 18   | 6        | 50            | 343           | Tourenwagen |
| 1911      | Silent Six | Model 23   | 6        | 50            | 319           | Limousine 6-sitzig |
| 1912      | Silent Six |            | 6        | 50            | 319 und 343   | Open Tourenwagen, Fore-Door Tourenwagen 5-sitzig und 7-sitzig, Toy Tonneau 4-sitzig, Speedster 2-sitzig, Limousine 6-sitzig, Landaulet 6-sitzig, Fore-Door Demi-Limousine 7-sitzig, Fore-Door Limousine 7-sitzig, Roadster 2-sitzig, Cruiser 4-sitzig, Limousine 7-sitzig |

## Motorsport
Die Fahrzeuge wurden auch im Motorsport eingesetzt. Genannt werden die Fahrer Louis Chevrolet, Ralph DePalma, Frank Lescault und Ralph Mongini.